# Eryngiophyllum
Eryngiophyllum är ett släkte av korgblommiga växter. Eryngiophyllum ingår i familjen korgblommiga växter.
Kladogram enligt Catalogue of Life:
| Eryngiophyllum | \| \| Eryngiophyllum pinnatisectum \| \| \| \| \| \| Eryngiophyllum rosei \| \| \| \| |
|                | \| \| Eryngiophyllum pinnatisectum \| \| \| \| \| \| Eryngiophyllum rosei \| \| \| \| |
|                | Eryngiophyllum pinnatisectum                                                          |
|                |                                                                                       |
|                | Eryngiophyllum rosei                                                                  |
|                |                                                                                       |